# Decatur (Texas)
Decatur è una città ed è il capoluogo della contea di Wise nel Texas, negli Stati Uniti. La popolazione era di 6 042 abitanti al censimento del 2010.

## Geografia fisica
Secondo l'Ufficio del censimento degli Stati Uniti, ha una superficie totale di 8,47 mi² (21,94 km²).

## Storia
La contea di Wise fu istituita nel 1856 e Taylorsville (chiamata così in onore di Zachary Taylor) divenne il capoluogo della contea.
Absalom Bishop, uno dei primi coloni e membro della legislatura del Texas, si oppose a intitolare la città a un membro del Partito Whig e, nel 1858, fece in modo che il nome cambiasse in Decatur, in onore dell'eroe navale Stephen Decatur.
Nel 1857 fu istituito un ufficio postale e la prima scuola venne aperta nel 1857. Nei primi anni del 1860 fu costruito un tribunale.

### Guerra civile
I primi coloni nel Texas settentrionale provenivano dagli stati orientali, e solo circa la metà proveniva dal "Profondo Sud". La maggior parte del resto proveniva dall'Alto Sud, e un certo numero simpatizzava con la parte unionista all'inizio della guerra civile. La contea di Cooke e altre votarono contro la secessione in questa parte dello stato. La violenza contro gli unionisti da parte delle truppe e delle milizie confederate era comune, specialmente dopo che la legislatura confederata approvò una legge impopolare sulla coscrizione.
Nell'ottobre del 1862, alcuni simpatizzanti unionisti di Decatur furono arrestati dalle truppe confederate e portati nella vicina Gainesville, capoluogo della contea di Cooke, per il processo con l'accusa di tradimento e insurrezione. Circa 150-200 sospetti furono arrestati dalle truppe confederate. Un "tribunale dei cittadini" è stato riunito da colonnelli locali, anche se non aveva alcuna posizione nella legge statale. Ha rapidamente condannato sette uomini, che sono stati giustiziati per impiccagione. La pressione della folla contro la corte è sorta, e ha consegnato 14 sospetti, che sono stati linciati e giustiziati per impiccagione senza alcun processo giudiziario. Diciannove uomini che erano stati assolti furono restituiti alla corte e una nuova giuria li condannò senza nuove prove, condannandoli a morte. Anche loro sono stati impiccati. Altri due uomini sono stati colpiti mentre cercavano di fuggire. In tutto, 42 uomini furono uccisi a Gainesville in queste azioni.
Il Texas settentrionale era nel caos, con i cittadini dissenzienti a rischio dalle forze militari. Poche settimane dopo, altri sospetti sostenitori unionisti sono stati impiccati senza processo in diverse comunità del Texas settentrionale. Cinque furono linciati a Decatur, sotto la supervisione del capitano confederato John Hale. Si ritiene che la grande impiccagione di Gainesville sia stato il più grande singolo episodio di violenza dei vigilanti nella storia degli Stati Uniti.

### Dopo la guerra civile
Alla fine del 1860, diversi negozi e un hotel erano stati costruiti. Nel 1882, la Fort Worth and Denver Railway raggiunse la città, e Decatur divenne anche un'importante località sulla rotta postale del Butterfield Overland.
Nel 1881, la Wise County Old Settlers Reunion tenne il suo primo incontro. Questa è diventata una tradizione annuale a Decatur, e la riunione continua a svolgersi durante l'ultima settimana di luglio.
Il Decatur Baptist College (oggi Dallas Baptist University) fu fondato a Decatur nel 1898. È stato il primo istituto biennale di istruzione superiore nel Texas. Nel 1965, il college si trasferì a Dallas per essere in un centro abitato più grande. L'ex edificio amministrativo ospita ora il Wise County Heritage Museum. È uno dei cinque siti di Decatur elencati nel National Register of Historic Places.
Il tribuna della contea di Wise è stato progettato da James Riely Gordon, il maestro architetto dei tribunali del Texas. Completato nel 1896, l'edificio prende ispirazione dalle idee di Gordon. Usava ingressi angolari (creando sale brevi) per attirare la brezza, che veniva tirata su attraverso un atrio centrale come un camino, fornendo un'eccellente circolazione dell'aria. L'esterno è in granito rosso del Texas (come il Campidoglio) con ornamenti in terracotta. La massa quasi piramidale si riferisce a chiese di 1 000 anni nel sud della Francia. L'edificio è stato elogiato, con il suo tribunale "gemello" a Waxahachie, come "lo zenit dell'opera romanica Richardsoniana di Gordon". It is listed on the National Register of Historic Places.
Nel 1962, Eddie Wayne Hill, chitarrista solista dei Tommy & the Tom Toms, e il batterista Joel Colbert, furono uccisi quando la loro decappottabile si scontrò frontalmente con un camion di ghiaia sulla State Highway 114 a sud di Decatur. Il cantante country Charley Pride fu più fortunato, sopravvivendo a un incidente a mezz'aria con un altro aereo sopra Decatur nel 1980, anche se due persone morirono nello schianto.

## Società

### Evoluzione demografica
Secondo il censimento del 2010, la popolazione era di 6 042 abitanti.